# ハドソン・ストリート (マンハッタン)
経路図: 

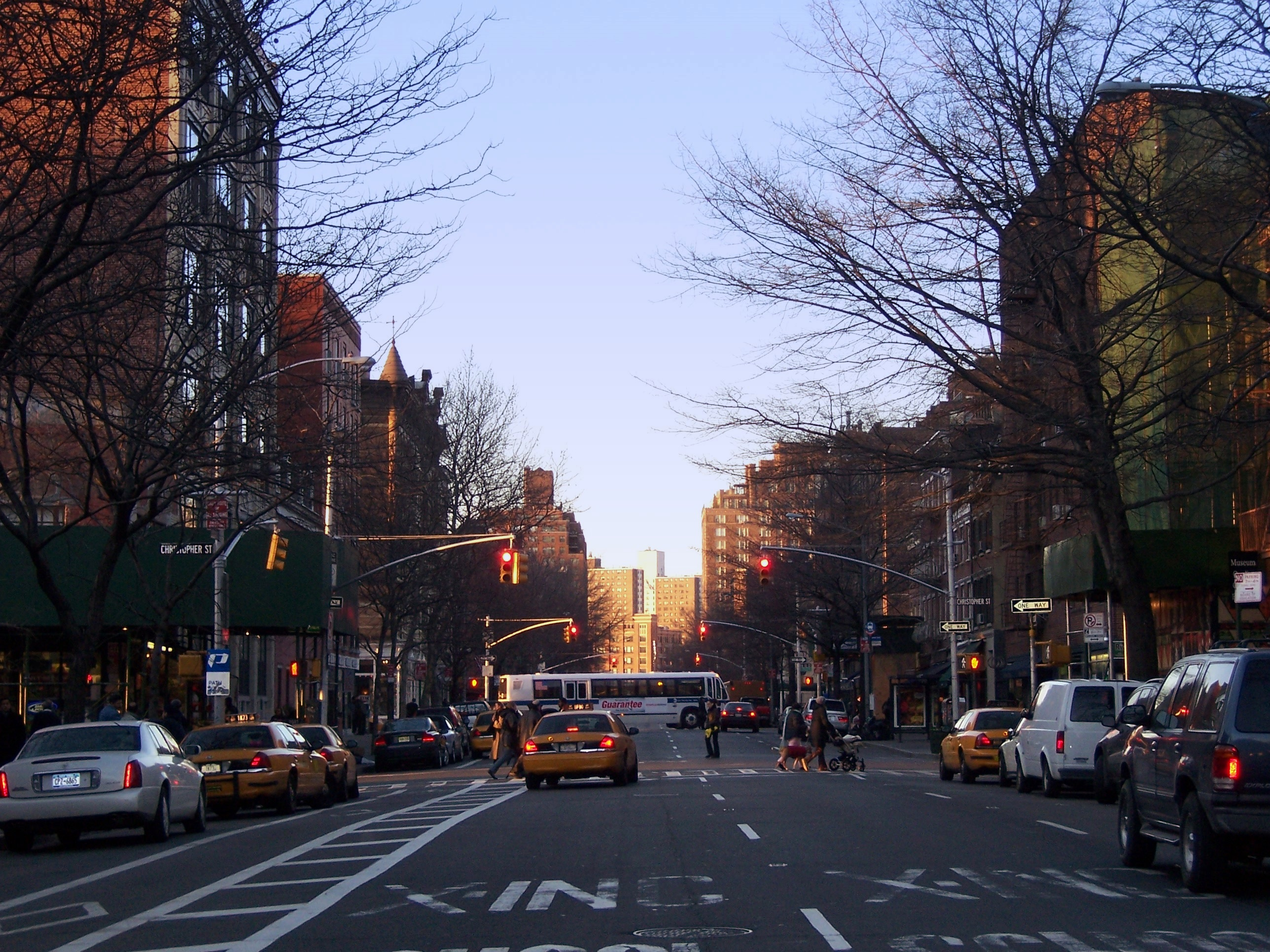
グローヴ・ストリート (Grove Street) とクリストファー・ストリートの間のハドソン・ストリート

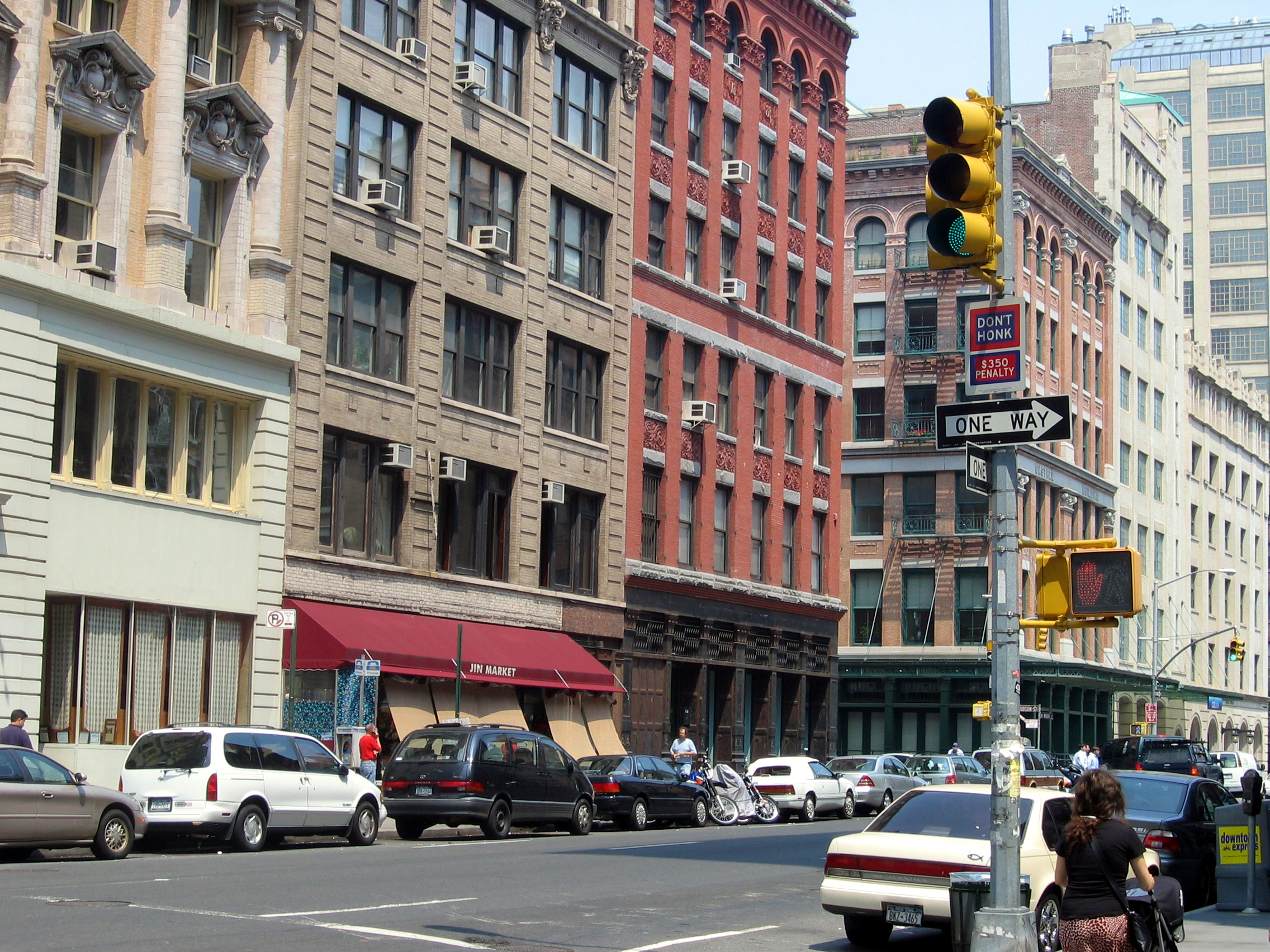
トライベッカ内を走るハドソン・ストリート

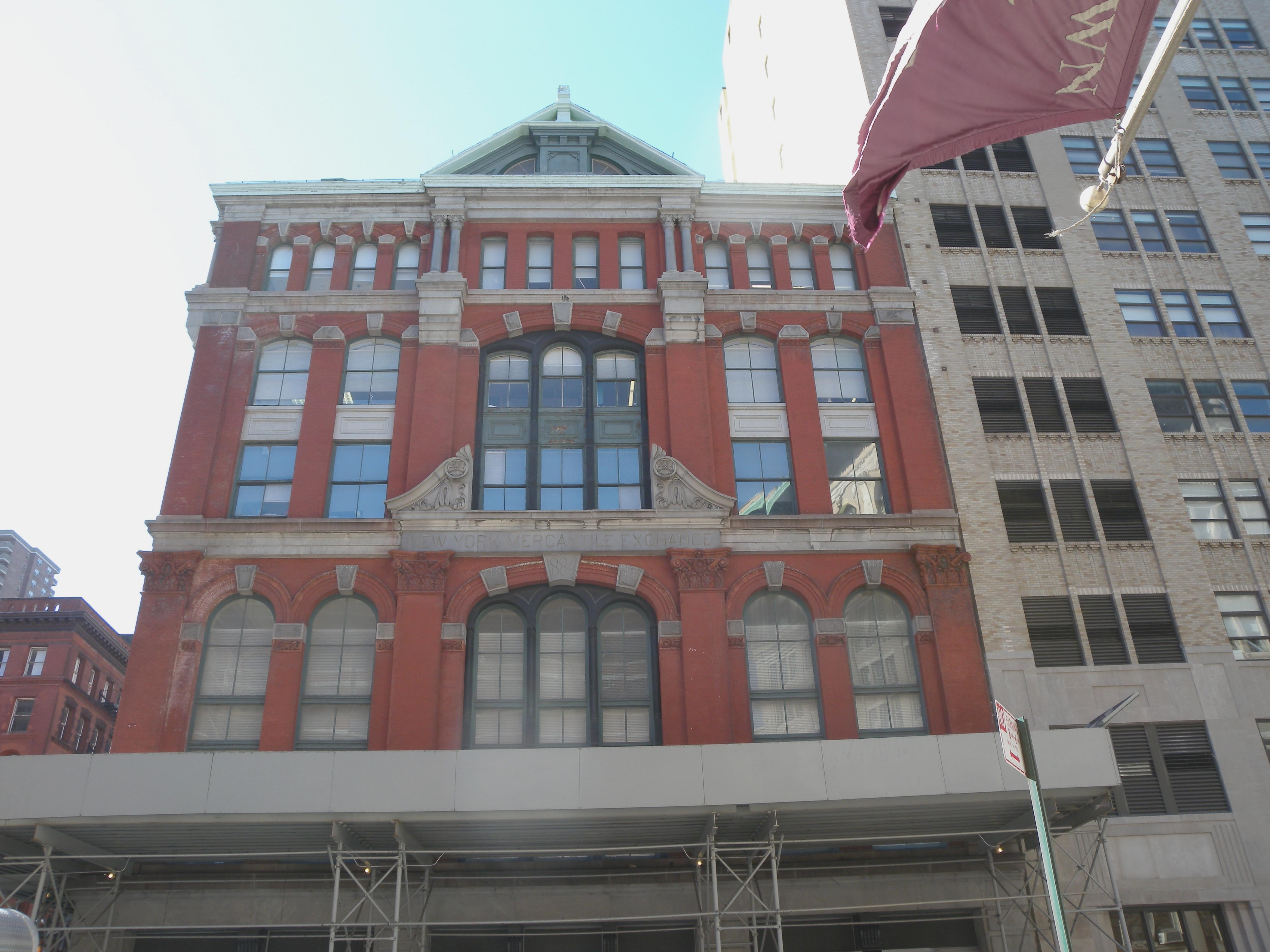
旧NYMEXビル

ハドソン・ストリート (Hudson Street) は、ニューヨーク市マンハッタン区を南北に走る通りである。南はハドソン・ストリートから、ハドソン・スクエアとグリニッジ・ヴィレッジを通過し、北はミートパッキング・ディストリクトまでを走る。

## 経路
ハドソン・ストリートはアビングドン・スクエアの地点、8番街およびブリーカー・ストリートとの交差点で進行方向が異なる二つの区間に分かれる。ハドソン・ストリートのアビングドン・スクエアより南の区間は北行きの一方通行であり、ウエスト・ブロードウェイおよびチェンバーズ・ストリートの交差点から始まる。アビングドン・スクエアの地点で、交通は8番街と接続する。一方、アビングドン・スクエアより北の区間では、ハドソン・ストリートは14丁目から8番街までを走る。14丁目の地点で9番街からの南行きの交通はこの通りに分岐する。14丁目のすぐ南の区間はミートパッキング・ディストリクトのメインストリートの一つである。アビングドン・スクエアの地点で、ハドソン・ストリートはブリーカー・ストリートと合流する。

## 建築
以前のニューヨーク・マーカンタイル取引所ビルはトライベッカのハドソン・ストリートとハリソン・ストリート (Harrison Street) の交差点にあった。ハドソン・ストリート沿いの他の著名な建物はセント・ルーク教会とその庭園、ホワイト・ホース・タバーン（詩人のディラン・トマスがこのバーで酩酊し倒れ、その後死亡した）、およびラジオ局WQHT("Hot 97")の本社（2005年に50セントとゲームの側近が銃撃戦を繰り広げた他、幾つかの発砲事件が起こった）がある。この通りはピアソンが所有するペンギン・グループのアメリカ本社の所在地でもある。

## 交通
アップタウンM20バスは、Harrison Streetからハドソン・ストリートのアビングドン・スクエアの地点まで、さらに8番街を北へと運行している。
クリストファー・ストリート駅 (パストレイン)はハドソン・ストリートのすぐ西のクリストファー・ストリートに位置している。
キャナル・ストリート近くのセント・ジョンズ・パークはホランド・トンネルへと通じる出入り口であり、ハドソン・ストリートはその主要なアクセスである。
2007年12月、自転車道がこの通りに設けられた。北の区間は9番街からブリーカー・ストリートをつないでいる。

## 著名な住人
- 作家で活動家のジェイン・ジェイコブズは555 Hudson Streetのキャンディ・ショップの上階に住んでいた。[2]。彼女はロバート・モーゼスによるロウアー・マンハッタン・エクスプレスウェイ（英語版）建設計画の反対運動を行った。この道路工事はグリニッジ・ヴィレッジのハドソン・ストリート沿い14ブロックを解体する予定であった。彼女の著作「アメリカ大都市の死と生」はこのアパートで記され、窓から見える日々の様子を綴っていた。
- ゴルファーのタイガー・ウッズは2010年8月下旬にハドソン・ストリートに引っ越してきた[3]。
- 作家のジョン・チーヴァーはハドソン・ストリートの寄宿舎に1930年代に住んでいた[4]。

## 大衆文化におけるハドソン・ストリート
- ABCで放映されていたコメディ番組en:A.E.S. Hudson Street（1978年3月16日-4月20日）のAdult Emergency Service病院のセットはハドソン・ストリート沿いにあった。
- MTVで放映されていたen:The Real World: Back to New York（2001年）は、632 Hudson Streetの4階建のロフト・アパートでライブが行われていた[5]。
- 北アイルランド人電子音楽デュオ、en:Agnelli and NelsonはHudson Streetというアルバムを2000年にリリースした。
- 1982年の映画アニーでは、アニーが出所した児童養護施設はHudson St. Home for Girlsである。